# سیارک ۲۷۳۴۱
سیارک ۲۷۳۴۱ (به انگلیسی: 27341 Fabiomuzzi، نامگذاری:2000CK97) بیست و هفت هزار و سیصد و چهل و یکمین سیارک کشف شده‌است که در ۱۰ فوریه ۲۰۰۰ کشف شد.